# Kanton Albi-Sud
Der Kanton Albi-Sud war von 1973 bis 2015 ein französischer Wahlkreis im Arrondissement Albi, im Département Tarn in der Region Midi-Pyrénées. Hauptort war Albi.

## Gemeinden
Der Kanton bestand aus einem Teil der Stadt Albi (angegeben ist hier die Gesamteinwohnerzahl; im Kanton lebten etwa 7.100 Einwohner der Stadt) und weiteren fünf folgenden Gemeinden:
| Gemeinde     | Einwohner Jahr | Fläche km² | Bevölkerungsdichte | Code INSEE | Postleitzahl |
| ------------ | -------------- | ---------- | ------------------ | ---------- | ------------ |
| Albi         | 49.342 (2013)  | –          | – Einw./km²        | 81004      | 81000        |
| Carlus       | 674 (2013)     | 10,6       | 64 Einw./km²       | 81059      | 81990        |
| Puygouzon    | 2.951 (2013)   | 12,53      | 236 Einw./km²      | 81218      | 81990        |
| Rouffiac     | 632 (2013)     | 11,13      | 57 Einw./km²       | 81232      | 81150        |
| Saliès       | 812 (2013)     | 3,55       | 229 Einw./km²      | 81274      | 81990        |
| Le Sequestre | 1.521 (2013)   | 5,42       | 281 Einw./km²      | 81284      | 81990        |